# فيليكس دودز
فيليكس دودز (بالإنجليزية: Felix Dodds)‏ هو كاتب بريطاني، ولد في 19 سبتمبر 1956.